# Нгвеле, Сампсон
Сампсон Нгвеле (англ. Sampson Ngwele; 25 марта 1960, остров Аоба, архипелаг Новые Гебриды — 2003, Филиппины) — чиновник и поэт из Вануату.
Окончил гимназию в Порт-Вила, а затем Университет Папуа — Новой Гвинеи со специализацией в области экономики и права. В студенческие годы публиковал стихи на английском языке в периодических изданиях Австралии и Океании, организовывал поэтические вечера в своём университете. В 1989 году в издательстве Южнотихоокеанского общества искусств (англ. South Pacific Creative Arts Society) при Южнотихоокеанском университете вышла книга стихов «Листья бамбука» (англ. Bamboo leaves). Исследователи современной поэзии и культуры Океании выделяют стихотворения Нгвеле с деколониальным пафосом, жёстко противопоставляющие белых пришельцев автохтонному населению, а доколониальную эпоху — современности.
Работал в бюро национального планирования и статистики Правительства Вануату. В 1993—1998 гг. управляющий Резервного банка Вануату — центрального банка страны; подпись Нгвеле стоит на банкнотах в 200 вату 1995 года выпуска. В 1996 году оказался вовлечён в крупный политический скандал вместе с премьер-министром Максимом Карлотом Корманом и несколькими министрами его правительства: выяснилось, что чиновники выдали некоторому австралийскому бизнесмену гарантийные обязательства от имени национального бюджета на общую сумму 100 миллионов долларов США; инцидент привёл к отставке министров и вотуму недоверия Корману, однако Нгвеле сохранил свой пост. Отставку Нгвеле в апреле 1998 г. вызвала его попытка провести двадцатипроцентную девальвацию национальной валюты — это решение было моментально блокировано премьер-министром Дональдом Калпокасом.
В дальнейшем жил на Филиппинах, исполнял обязанности почётного консула Вануату в этой стране. Принадлежал к Церкви адвентистов седьмого дня, некоторое время преподавал в Тихоокеанском адвентистском университете.